# Yvette Lebon
Yvette Labon, właśc. Simone Lebon (ur. 14 sierpnia 1910 w Paryżu, zm. 28 lipca 2014 w Cannes) – francuska aktorka filmowa.